# Unione Sportiva Darfo Boario
La Società Sportiva Dilettantistica Unione Sportiva Darfo Boario, meglio nota come Darfo Boario o Darfo, è una società calcistica italiana con sede nel comune di Darfo Boario Terme, in provincia di Brescia.
Milita in Eccellenza, quinta divisione del campionato italiano.
Fondata nel 1937, ha al suo attivo diverse stagioni in Serie D, senza però essere mai riuscita ad ottenere la promozione tra i professionisti.

## Storia
Il club venne fondato il 22 agosto 1937 per dare un contesto stabile al gioco del fobal (nome del calcio in dialetto camuno) anche nella valle alpina.
Inizialmente la squadra, che giocava nel prato davanti alla fabbrica dell'ILVA (azienda che fornì anche le prime divise), partecipò solamente a tornei o a campionati locali e fu solo tra il finire degli anni settanta e l'inizio degli anni ottanta (quando venne anche inaugurato il Comunale) che compì il salto di qualità col passaggio dalla Promozione alla Serie D.
Retrocessa nel 1999 in Eccellenza, riuscì dopo alcuni campionati a risalire in Serie D.
Il 30 maggio 2010, perdendo la finale play-off contro il Renate (0-2), il Darfo Boario ha abbandonato il sogno di una promozione tra i professionisti della LegaPro 2. Rimane comunque questo il punto più alto mai raggiunto dalla società neroverde.
Il 27 maggio 2012 retrocede al termine dei play-out col Carpenedolo (1-2 e 1-1 i risultati). Il 1º agosto 2012, con la pubblicazione della classifica di merito da parte della LND, viene però riammessa in Serie D. Retrocede l'anno successivo.
Nella stagione 2014-15 ottiene un secondo posto nel proprio girone, a 9 lunghezze dalla Grumellese promossa, qualificandosi ai play-off nazionali. In semifinale incontra la Liventina Gorghense, perdendo la partita d'andata 1-0. Nella partita di ritorno, pur avendo recuperato la rete di svantaggio, perde ai calci di rigore venendo eliminato.
Nella stagione successiva vince il Girone C del Campionato di Eccellenza, ottenendo la promozione di diritto in Serie D.
Dopo due anni di assenza, dalla stagione 2016-2017 partecipa al girone B del campionato di Serie D, ottenendo un settimo posto. Nella stagione 2017-2018 ottiene un quinto posto, partecipando ai play off e giungendo fino alla finale, persa contro la Pergolettese. Dopo tre stagioni di permanenza in Serie D, al termine della stagione 2018-2019 retrocede nuovamente in Eccellenza perdendo il play out contro l'Ambrosiana.
Al primo anno di Eccellenza, il Darfo Boario incontra diverse difficoltà e, al momento della sospensione dei campionati a causa del COVID-19, si trova in zona retrocessione; meglio nella stagione successiva, la 2021-22, quando dopo un avvio altalenante, i camuni riprendono la loro marcia raggiungendo i playoff, dove vengono eliminati dal Prevalle.
Nella stagione 2022-23 il Darfo vince i play-out di Eccellenza contro il Codogno.

## Colori e simboli
Il Darfo Boario adotta fin dalla fondazione i colori sociali nero-verdi: alcune fonti ne individuano l'origine nel rapporto con il locale stabilimento ILVA, che fornì alla squadra lo spazio per ricavare il proprio campo interno e, appunto, le prime divise, i cui colori sarebbero stati ispirati dalla livrea di alcune navi che trasportavano il ferro estratto all'Isola d'Elba verso i vari stabilimenti siderurgici della penisola italiana. La maglia interna è perlopiù a strisce verticali nero-verdi, la seconda divisa è invece bianca (con richiami alle tinte sociali); è altresì segnalato l'uso di terze divise nere.
Il simbolo sociale consiste in uno scudo sannitico tagliato di verde e di nero: nel campo verde vi è lo stemma araldico del comune di Darfo in negativo bianco, mentre sul nero è disegnato un pallone da calcio. Una fascia bianco-verde in capo reca la ragione sociale e l'anno di fondazione.

## Strutture
Dopo aver utilizzato nei primi anni d'esistenza un terreno di gioco situato nelle pertinenze dello stabilimento ILVA, il Darfo ha adottato come terreno interno lo stadio comunale, sito nella frazione di Montecchio. Impianto polisportivo dotato anche di pista di atletica, è dotato di una tribuna centrale coperta, due laterali scoperte (di cui una adibita a settore ospiti) e una "curva" sul lato sud del campo, per una capienza di circa 2500 spettatori.

## Palmarès

### Competizioni regionali
- Eccellenza: 2

2005-2006 (girone C), 2015-2016 (girone C)
- Promozione: 1

1987-1988 (girone C)
- Prima Categoria: 2

1969-1970 (girone A), 1979-1980 (girone A)
- Coppa Italia Dilettanti Lombardia: 1

2001-2002

### Altri piazzamenti
- Eccellenza:

Secondo posto: 2014-2015 (girone C)
- Promozione:

Secondo posto: 1982-1983 (girone C), 1984-1985 (girone C), 1985-1986 (girone C), 1986-1987 (girone C)
Terzo posto: 1972-1973 (girone B)
- Prima Categoria:

Secondo posto: 1964-1965 (girone A)
- Coppa Italia Serie D:

Semifinalista: 2016-2017

## Statistiche e record

### Partecipazione ai campionati
| Livello | Categoria                       | Partecipazioni | Debutto   | Ultima stagione | Totale |
| ------- | ------------------------------- | -------------- | --------- | --------------- | ------ |
| 4º      | Serie D                         | 3              | 2016-2017 | 2018-2019       | 3      |
| 5º      | Campionato Nazionale Dilettanti | 5              | 1992-1993 | 1997-1998       | 17     |
| 5º      | Campionato Interregionale       | 4              | 1988-1989 | 1991-1992       | 17     |
| 5º      | Serie D                         | 8              | 2006-2007 | 2013-2014       | 17     |